# Donald forestier
Pour plus de détails, voir Fiche technique et Distribution.
Donald forestier (Winter Storage) est un court métrage d'animation américain de la série des Donald Duck, sorti le 3 juin 1949 réalisé par les studios Disney.

## Synopsis
Manquant de noisettes, Tic et Tac viennent en dérober à Donald…

## Fiche technique
- Titre original : Winter Storage
- Titre français : Donald forestier
- Série : Donald Duck
- Réalisateur : Jack Hannah
- Scénario : Bill Berg et Nick George
- Animateur : Jack Boyd, Bob Carlson, Volus Jones et Bill Justice
- Voix : Clarence Nash (Donald), James MacDonald (Tic) et Dessie Flynn (Tac)
- Layout : Yale Gracey
- Background: Thelma Witmer
- Producteur : Walt Disney
- Société de production : Walt Disney Productions
- Distributeur : RKO Radio Pictures
- Date de sortie : 3 juin 1949[1]
- Format d'image : Couleur (Technicolor)
- Musique : Oliver Wallace
- Durée : 8 min
- Langue : (en)
- Pays :  États-Unis

## Voix françaises
- Sylvain Caruso : Donald Duck
- Béatrice Belthoise : Tic
- Philippe Videcoq : Tac

## Titre en différentes langues
D'après IMDb :
- Finlande : Talven varalle, Talvivarasto
- Suède : Inför vintern, Kalle Anka och ekorrarna